# Metasequoia
Metasequoia（メタセコイア）は、株式会社テトラフェイスが開発・販売しているWindowsおよびmacOS用3DCGソフトウェアである。略称はメタセコまたはmetaseq。
かつてはシェアウェアであり、機能が制限された無償版、 Standard 版、EX 版があったが、Metasequoia 4.9.0以降では、無償の Standard 版と有料の EX 版の構成となった。
Ver3.1以前は通常版と無償版のLEがあるが、現在はVer3.1のライセンスを購入することはできない。
本項では、開発・販売元の株式会社テトラフェイスについても解説する。

## 概要
1999年5月の初版リリース時からO.Mizno（水野修）が個人事業で開発やサポートを行っていたが、2012年5月から法人化の準備を進め、同年9月に株式会社テトラフェイスを設立。Metasequoia上の表記は2012年10月公開のVer3.1 Beta7から法人名となった。なお、公式ブログでは「法人になったからといって開発や販売体制など実質的な面では何も変わらない」（2012年10月時点）と説明している。
ポリゴンメッシュによる3Dモデルの作成（モデリング）に特化した3DCGモデラーである。
直感的でわかりやすい操作性、3DCGモデラーとしての機能性や扱いやすさ、入手のしやすさなど、日本における3DCGモデラーとして人気が高い。データ可搬性を重視しており、様々なファイル形式で入力・出力することができる。低価格であり、趣味で使用する個人ユーザーが多いが、プロが製作現場で使用することもある。採用段階でMetasequoiaの使用経験を認める企業もある。
Metasequoia 4.3でボーンに、4.5でモーフに、4.8でパストレーシングによる物理ベースレンダリングに標準対応するなど、これまでプラグインや別の統合ソフトと連携しなければ実現できなかった高度な機能も実装され始めている。
なお、Metasequoia自体は初版からC++ Builderを使って開発されていることが、公式ブログなどで言及されている。

## ファイル形式
Metasequoia 4.7以降はMQOZ形式が標準形式となっているが、この形式はモデルデータを含むMQO形式とボーンやモーフデータなどを含むMQX形式をZIPフォーマットでまとめたものである。4.7より前はMQO形式とMQX形式が個別に保存されていた。

### 外部ビューア
過去 (3.x以前)
- mini mqo Viewer (mmViewer)
- BCView
- CelsView

## プラグイン/スクリプト
開発者向けにC++用プラグインSDKを公開しており、シェアウェア版では外部開発者によるプラグインを利用することができるようになっている。32bit版のプラグインは64bit版のアプリケーションでは使用することができない。その逆もまた然りである。
プラグインのインターフェイス自体は基本的に後方互換性を持っているため、古いバージョンのSDKで作成されたプラグインであっても新しいバージョンのMetasequoiaで利用可能である。しかしMetasequoia 3.x以前は64bit版が存在しなかったり、多角形ポリゴン (NGon)に未対応であったため、3.x以前のプラグインにもその制限が引き継がれている。
また、組込マクロ言語としてPythonを採用しており、簡単なバッチ処理などであればプラグインを作成・使用せずともPythonスクリプトを記述して実行することで素早く実現できるようになっている。Ver4.6.9時点でPython 3.6.7に対応。各種モジュールを使用するにはそれぞれ対応する日本語版Windows用Pythonを別途インストールする必要がある。

## レンダリング
Metasequoiaにはパストレーシングによる物理ベースレンダリング機能が搭載されている（Ver4.8以降）。また旧来のスキャンラインやレイトレーシング (Ver4.0以降) を使うこともできる。

### 外部レンダラー
- RenderMan - ピクサーの提供する非商用無料のレンダラー[16]。Metasequoia 4.5以降に連携機能が内蔵されている[17]。

### 過去の外部レンダラー
以前は以下の外部提供レンダラーが使われていた。
- vidro[18]
- Parthenon Renderer
- Warabi MP[19]
- POV-Ray[20] - 関連ソフトウェアのMetaMegaを通して使用可能
- YafaRay（英語版） - 関連ソフトウェアのMetaSceneを通して使用可能
- Lightflow - 関連ソフトウェアのMetalight2やMATSpiderを通して使用可能
- Redqueen[21][22][23] - プラグインのrrtdlgMQを通して使用可能
- LuxCoreRender - オープンソースのレンダラー。テトラフェイスよるテスト版プラグインが提供されていた[24]。

## キャラクターアニメーション
Metasequoiaは長らくボーンやモーフなどのキャラクターアニメーション向け機能を搭載していなかった。アントラッドはMetasequoia向けキャラクターアニメーションツールとしてMikotoをリリースしたが、2003年のMikoto 0.4fを最後にその更新を停止した。その後、mqdlは、Mikotoの後継として、Metasequoia用のキャラクターアニメーションプラグインKeynoteをリリースした。
2008年、樋口優によりキャラクターアニメーションソフトウェアのMikuMikuDance (MMD)がリリースされると、MMD用モデルの製作のためにMetasequoiaとPMDエディタ/PMXエディタの組み合わせが使われるようになった。2011年、MikuMikuDanceの開発終了が宣言され、MikuMikuDanceのクローンソフトウェアが多数登場した。
その後、Metasequoiaはバージョン4.xでボーンやモーフに直接対応し、MMD用のテンプレートも付属するようになった。

### 外部アニメーションソフトウェア
現行
- MikuMikuDance - Metasequoia 4.xでPMD形式のエクスポートに標準対応

過去 (4.6.x以前)
- Vixer Motion  / Vixar TransMotion

過去 (3.x以前)
- Mikoto[25]
- エルフレイナ
- MechaStudio/ToyStudio

## バージョン変遷
- 1999年5月10日 Metasequoia Ver1.0 [26]
- 2000年5月3日 Metasequoia LE Ver2.0
- 2000年5月4日 Metasequoia Ver2.0
- 2000年10月17日 Metasequoia Ver2.1.0
- 2001年7月22日 Metasequoia Ver2.2.0
- 2003年10月11日 Metasequoia Ver2.3.0
- 2006年7月25日 Metasequoia Ver2.4.0
- 2012年4月29日 Metasequoia Ver3.0.0
- 2012年10月25日 Metasequoia Ver3.1.0
- 2013年9月30日 Metasequoia 4[27]
- 2014年1月24日 Metasequoia 4.1.0[28]
- 2014年1月29日 Metasequoia 3.1.6(バージョン3系最後のリリース)[29]
- 2014年6月4日 Metasequoia 4.2.0[30]
- 2014年9月30日 Metasequoia 4.3.0[31]
- 2015年2月13日 Metasequoia 4.4.0[32]
- 2015年7月8日 Metasequoia 4.5.0[33]
- 2016年3月28日 Metasequoia 4.5.5(macOS版の初リリース)[34]
- 2017年08月21日 Metasequoia 4.6.0[35]
- 2019年04月24日 Metasequoia 4.7.0[12]
- 2021年10月19日 Metasequoia 4.8.0[1]

## モデルコンテスト
2004年7月に、Metasequoiaに収録するサンプル用モデルデータを募集するため、モデルコンテスト2004が開催された。告知から応募締め切りまで1か月しか無かった上、MQOファイルとテクスチャ用ファイルを圧縮して1MB以内であること等の制約があったが、40件近い応募があった。現在Metasequoiaに収録されているサンプルモデルの内、日本橋麒麟像(NihonbasiKirin)、Tank、魔道少女(witch)、violin、meka、kame の6つは、このコンテストの最優秀賞および入賞作品である。
なお、このモデルコンテストの表題には2004と付いているが、コンテストが行われたのは2023年現在、まだこの1回のみである。

## 関連ソフトウェア
過去 (4.6.x以前)
- コミPo!

過去 (3.x以前)
- imocea (旧Rios)